# Hi Bich
«Hi Bich» (/haɪ bɪtʃ/) — песня американской рэперши Bhad Bhabie. Она была выпущена 22 сентября 2017 года в качестве ведущего сингла с её дебютного микстейпа 15 и достигла 68-го места в чарте Billboard Hot 100 21 октября 2017 года. Сингл был сертифицирован золотым 28 марта 2018 года. Песня заняла 101-е место в списке «101 Лучших песен 2017 года» по версии журнала The Fader.

## Музыкальное видео
Официальное музыкальное видео, режиссёром которого выступил Икбал Ахмед, было опубликовано на YouTube-канале Bhabie 21 сентября 2017 года. В музыкальном клипе Bhabie предстаёт в образе ответчика по судебному делу. В зале суда воцаряется хаос и в следующей сцене она оказывается привязанной к электрическому стулу и, кажется, убитой электрическим током. В следующей сцене Bhabie предстаёт в свадебном платье на заднем сиденье белого Porsche, запряжённого белым жеребцом. В видеоролике также следом идёт видеоклип на её следующий сингл «Whachu Know». По состоянию на февраль 2020 года видео собрало свыше 175 миллионов просмотров на Youtube.

## Ремикс
1 февраля 2018 года ремикс песни Hi Bitch был опубликован на официальном канале World Star Hip Hop на YouTube, записанный Rich the Kid, YBN Nahmir и Asian Doll. Музыкальное видео изначально предназначалось для YBN Nahmir, но он был удален из видео до его первоначального выпуска из-за конфликта планирования и заменён рэпером MadeinTYO.

## Чарты
| Чарт (2017)                           | Высшая позиция |
| ------------------------------------- | -------------- |
| Канада (Canadian Hot 100)             | 66             |
| США Billboard Hot 100                 | 68             |
| США Hot R&B/Hip-Hop Songs (Billboard) | 29             |

## Сертификации
| Регион | Сертификация | Продажи |
| --- | ------------ | ------- |
| США (RIAA) | Золотой      | 500,000 |
| * Данные о продажах приведены только на основе сертификации. · ^ Данные о тиражах приведены только на основе сертификации. · Данные о продажах + прослушиваниях приведены только на основе сертификации. |              |         |